# Rock & Roll Time
Rock & Roll Time är den amerikanska sångaren och pianisten Jerry Lee Lewis 41:a studioalbum, utgivet den 28 oktober 2014. Albumet är utgivet på skivbolaget Vanguard.

## Låtlista
| Nr           | Titel                           | Text                                            | Längd |
| ------------ | ------------------------------- | ----------------------------------------------- | ----- |
| 1.           | "Rock and Roll Time"            | Kris Kristofferson, Roger McGuinn, Bob Neuwirth | 3:02  |
| 2.           | "Little Queenie"                | Chuck Berry                                     | 2:47  |
| 3.           | "Stepchild"                     | Bob Dylan                                       | 3:24  |
| 4.           | "Sick and Tired"                | Chris Kenner, Dave Bartholomew                  | 1:53  |
| 5.           | "Bright Lights, Big City        | Jimmy Reed                                      | 2:47  |
| 6.           | "Folsom Prison Blues"           | Johnny Cash                                     | 3:53  |
| 7.           | "Keep Me in Mind"               | Mack Vickery                                    | 3:03  |
| 8.           | "Mississippi Kid"               | Al Kooper, Bob Burns, Ronnie Van Zant           | 3:16  |
| 9.           | "Blues Like Midnight"           | Jimmy Rogers                                    | 2:48  |
| 10.          | "Here Comes That Rainbow Again" | Kris Kristofferson                              | 2:06  |
| 11.          | "Promised Land"                 | Chuck Berry                                     | 2:55  |
| Total längd: | Total längd:                    | Total längd:                                    | 29:54 |